# Изабелин (гмина)
Изабелин (пол. Izabelin) — сельская гмина (волость) в Польше, входит как административная единица в Западно-Варшавский повет, Мазовецкое воеводство. Население — 9905 человек (на 2004 год).

## Демография
| Перепись                       | Всего   | Всего | Женщины | Женщины | Мужчины | Мужчины |
| ------------------------------ | ------- | ----- | ------- | ------- | ------- | ------- |
| Единицы                        | человек | %     | человек | %       | человек | %       |
| Население                      | 9 905   | 100   | 5 073   | 51,2    | 4 832   | 48,8    |
| Плотность населения (чел./км²) | 152,4   | 152,4 | 78,1    | 78,1    | 74,4    | 74,4    |

## Сельские округа
1. Трускав
2. Ляски
3. Изабелин-Б
4. Серакув
5. Изабелин-Ц
6. Горнувек
7. Мосциска

## Соседние гмины
1. Гмина Чоснув
2. Гмина Лешно
3. Гмина Ломянки
4. Гмина Старе-Бабице
5. Варшава